# 시드니 로스쿨
시드니 로스쿨(Sydney Law School)은 시드니 대학교의 법학부를 의미한다. 시드니 대학교의 필립 스트리트 캠퍼스에 위치하고 있다. 오스트레일리아 최초의 로스쿨이다. 시드니 로스쿨은 국제법, 비교법 분야에 중점을 두고 있으며, 세법, 회사법, 형법 등에 강한 면모를 보여주고 있다. 환경법이나 의료법 같은 프로그램도 진행하고 있다.

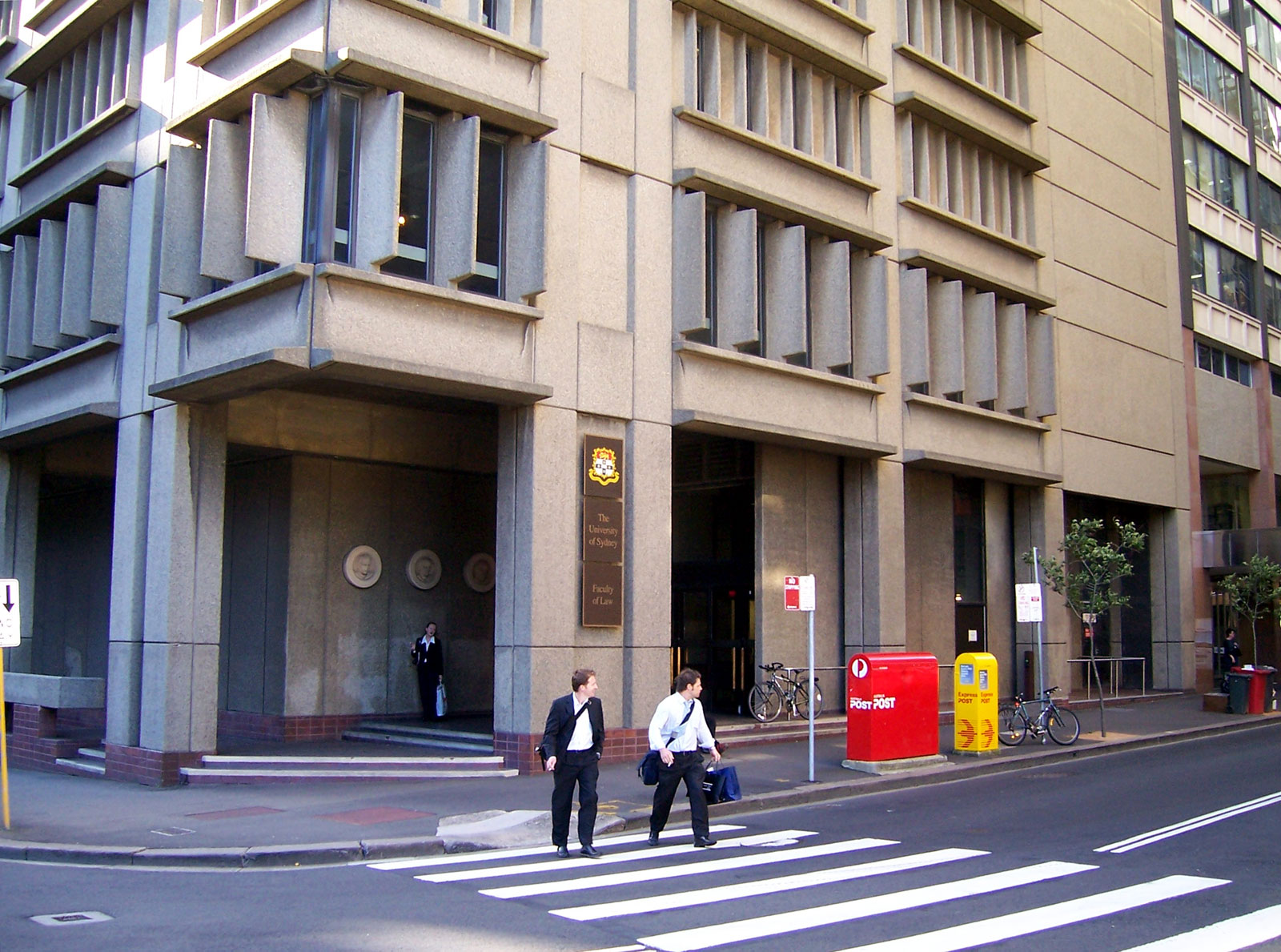
캠퍼스 전경

## 캠퍼스
캠퍼스는 시드니 중심 상업 지구에 있다. 뉴사우스웨일스 대법원을 면하고 있다. 시드니 로스쿨은 건물 13개층을 쓰고 있다. 그 중 3개층은 지하이다. 지하3층과 지하2층에는 "하버드 스타일"의 강의실이 있다. 지하1층에는 교수 주차장과 기타 편의 시설이 있다. 1층에는 홀, 휴게실, 사무실 등이 있다.

## 이사 계획
그동안 시드니 로스쿨은 몇 차례 이사를 거듭해왔다. 하지만 도시 중심부를 벗어나지는 않았다. 업에 종사하는 변호사들이 강의하는 전통이 있었고, 법원에서 가까운 면이 있었기 때문이다. 그러나, 시드니 대학교측에서는 강의 양태의 변화 등에 맞추어 시드니 대학 메인 캠퍼스로 이사하는 것이, 시내 중심에 남는 것보다, 이점이 더 많다고 보고 있다. 그 결과, 새로운 로스쿨 캠퍼스가 시드니 대학 메인 캠퍼스 내에 지어질 예정이다. 2009년 초 완공될 예정이다. 현재 로스쿨 건물을 매각하려는 계획은 아직 발표되지 않았다. 1967년 시드니 대학 로스쿨 부지 법률에 의거, 현 건물 부지는 법률 교육용 부지로 제한되어 있기 때문이다.

## 같이 보기
- 로스쿨
- 시드니 대학교